# Oke Göttlich
Oke Göttlich   (Hamburg, 28 de novembre de 1975) és un empresari, periodista i president del FC Sankt Pauli.

## Trajectòria
Oke Göttlich va néixer a Hamburg-Barmbek i va créixer al barri de Wilhelmsburg. Dels nou fins als divuit anys va viure a la localitat de Sankt Peter-Ording. La temporada 1990/91 va assistir per primera vegada a un partit de futbol del FC St. Pauli. El 1999 va fundar el segell musical Nonplace Records juntament amb Burnt Friedman, que distribueix música electrònica i neofolk.
Del 2002 al 2003 Göttlich va treballar com a redactor esportiu al diari dominical de Friburg de Brisgòvia Zeitung zum Sonntag. El 2003 va ser cap de la secció d'esports del Die Tageszeitung a Hamburg. El desembre de 2003 va fundar l'empresa de música digital Finetunes juntament amb Henning Thieß. Des d'octubre de 2008 és president de la junta de la Verband unabhängiger Musikunternehmer*innen («Associació d'Empreses de Música Independents»).
El 16 de novembre de 2014, Oke Göttlich va ser escollit president del FC St. Pauli a l'assemblea general amb 831 dels 1.064 vots possibles.